# Thổ Quan
Thổ Quan là một phường thuộc quận Đống Đa, thành phố Hà Nội, Việt Nam.
Phường Thổ Quan có diện tích 0,29 km², dân số năm 2022 là 16.412 người, mật độ dân số đạt 56.593 người/km².